# Olešnice v Orlických horách
Olešnice v Orlických horách (niem. Gießhübel, dial. Gießhiewel) – przygraniczna gmina w Czechach, w kraju hradeckim, w powiecie Rychnov nad Kněžnou.
Długa, ciągnąca się około 5 km przygraniczna miejscowość jest położona około 10 km na południowy wschód od Náchodu, u południowo-zachodniego podnóża środkowej części Gór Orlickich czes. Orlické hory przy granicy z Polską.
Olešnice v Orlických horách to górska miejscowość rekreacyjna położona, przy granicy z Polską na wysokości 560–850 m n.p.m. Pierwsza pisemna wzmianka o miejscowości, pochodząca z 11 czerwca 1354 roku, znajduje się w archiwum praskiego zamku. Prawa miejskie dla Olešnice nadał w 1607 roku cesarz Rudolf II Habsburg. Możliwość przejścia piechotą do Zieleńca i Dusznik-Zdroju, okoliczne łąki z chronionymi i zagrożonymi gatunkami roślin, jeden z wyższych szczytów Gór Orlickich Vrchmezí (1084 m n.p.m.) pol. Orlica oraz okoliczna przyroda stwarzają idealne warunki do turystyki i wypoczynku. Współpracuje z polskim miastem Duszniki-Zdrój i gminą Lewin Kłodzki

## Zabytki

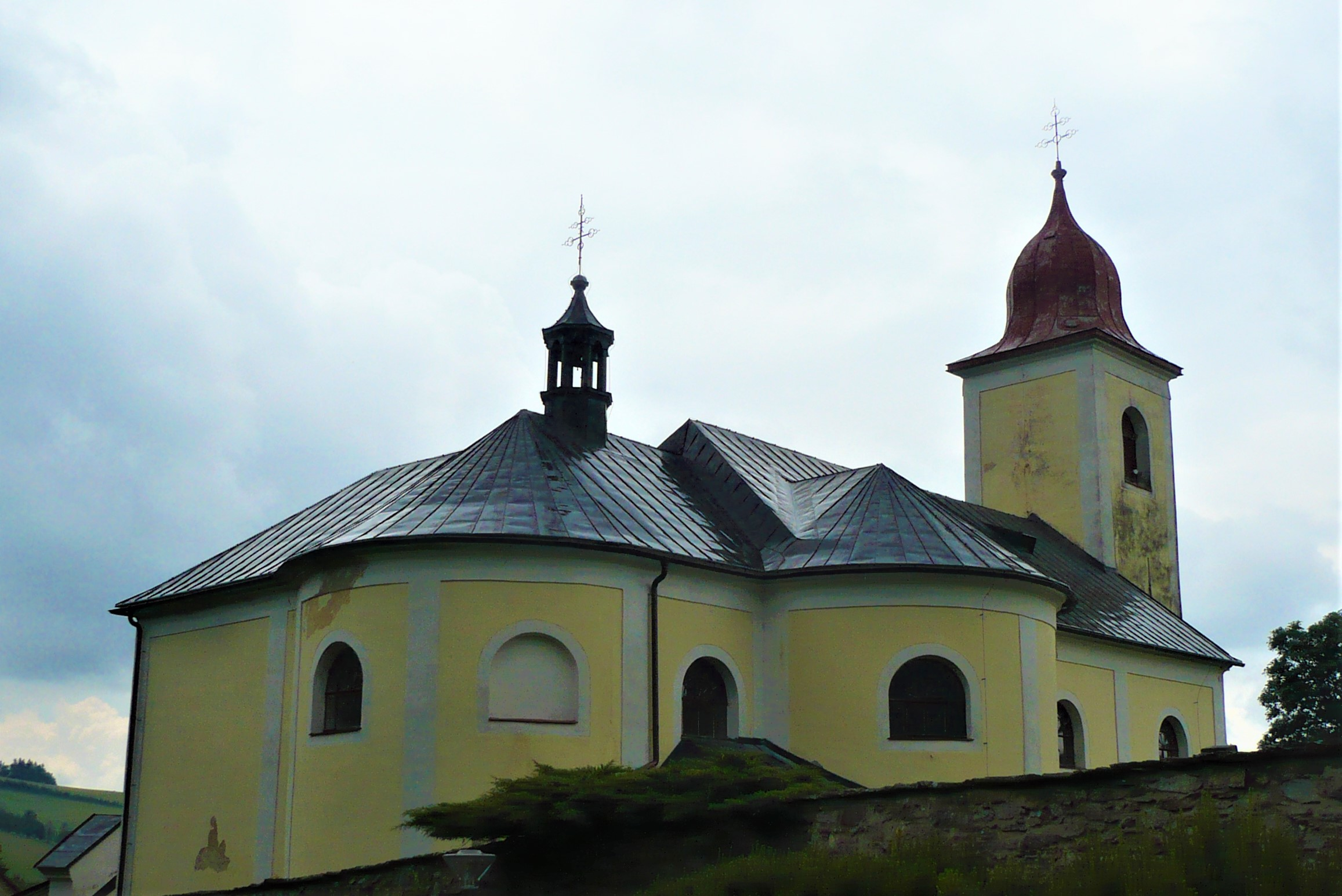
Kościół Marii Magdaleny

- barokowy ratusz w rynku z początku XVIII wieku.
- kościół św. Marii Magdaleny z 1705 r.
- pręgierz z 1718 r.
- wiele zabytków sakralnych, oraz szopka mechaniczna Utza z I połowy XX w.
- zamek łowiecki z XVII wieku.
- w okolicy liczne umocnienia obronne – bunkry z lat 1936–1938.

## Turystyka

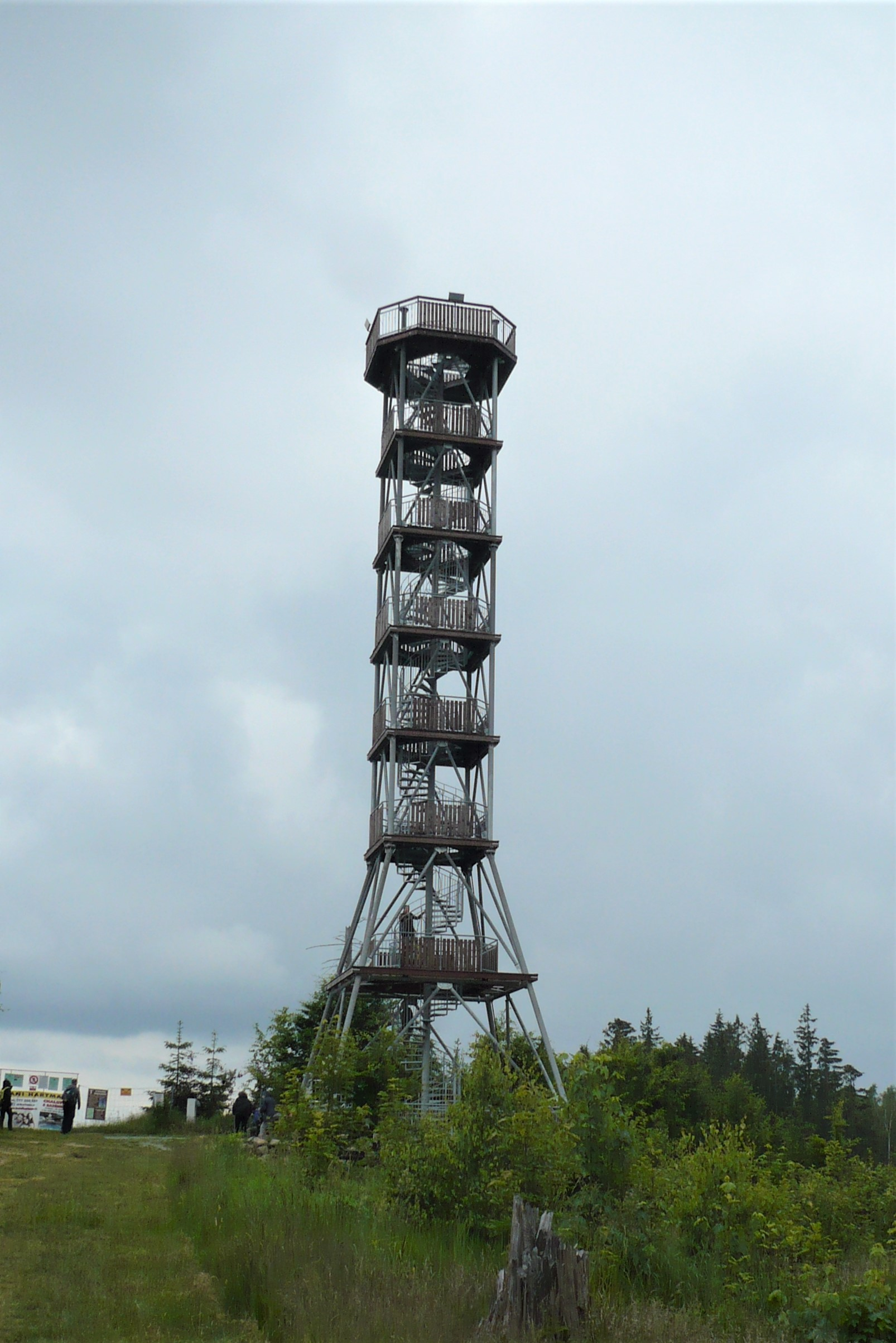
Feistův kopec. Wieża

Przez miejscowość prowadzą szlaki turystyczne:
- Taszów – Olešnice v Orlických horách – Šerlišský Mlýn – Masarykova chata – Zieleniec
- z Náchodu na najwyższe szczyty Gór Orlickich: Wielką Desztnę czes.Velká Deštná i Małą Desztnę czes.Malá Deštná.
- Przełęcz Polskie Wrota – Jawornica – Jerzykowice Małe – Kocioł – Kocioł PL/CZ – Olešnice v Orlických horách – Číhalka – Podgórze PL/CZ – Kozia Hala – Przełęcz Polskie Wrota[1]
- ścieżka naukowa (znaki zielone) po lekkich umocnieniach obronnych – trasa w kształcie pętli o długości 6 km obejmuje 6 tablic informacyjnych (w j. czeskim, angielskim i niemieckim) oraz 4 udostępnione lekkie bunkry zbudowane w 1936 r.